# 土地鑑
土地鑑（とちかん）とは、ある一定の範囲の地域における地形や地理、道路の構造、家屋・建物の配置、さらには生活習慣などについての知識や経験が身についていることを指す。元は警察用語。現在は「土地勘」の表記の方が一般的である。

## 表記について
しばしば「土地勘」と表記されることがあるが、これは、ある「土地」についての「勘」がはたらく、あるいは「勘」がいい、といった連想からくる誤用であった。推理小説などでも「土地勘」と表記されることがある。
現在は誤用が定着しているため読売新聞以外の新聞社、テレビ東京以外の放送局では「土地勘」ないし「土地カン」を採用している。